# المساواة بين الجنسين في لبنان

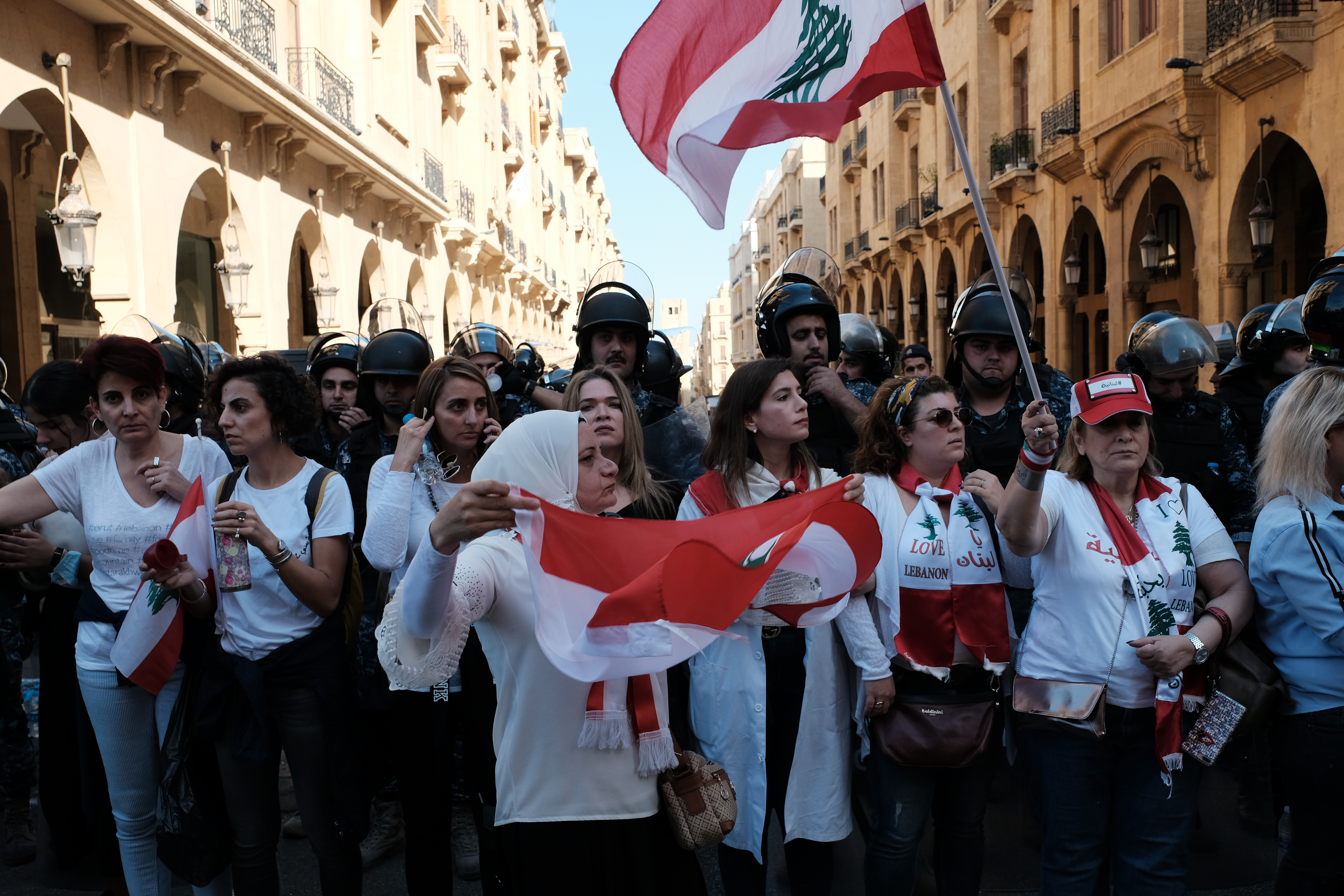
متظاهرات يشكلن خطًا فاصلًا بين شرطة مكافحة الشغب والمتظاهرين في رياض الصلح، بيروت. 18 تشرين الثاني/نوفمبر 2019.

يسعى لبنان إلى تحقيق المساواة بين الجنسين من خلال ضمان تعامل عادل ومتساوٍ للرجال والنساء في جميع جوانب المجتمع، دون أي تمييز بناءً على الجنس. تشهد لبنان جهودًا مستمرة لتعزيز المساواة بين الجنسين على سبيل المثال، كان لبنان دولة رائدة في منطقة الشرق الأوسط وكان رائداً في حقوق المرأة في الالتحاق بالسياسة في عام 1953. تاريخ مهم آخر في السياق اللبناني لمكافحة التحيز الجنسي كان عام 1996 حيث صادق لبنان على اتفاقية القضاء على جميع أشكال التمييز ضد المرأة (سيداو).  ويُعزى أحد الأسباب الرئيسية لهذه الفجوة في تعزيز المساواة بين الجنسين إلى السياسات التعليمية الشاملة في البلد حيث لا صلة للمناهج الحالية بالدعوة إلى المساواة بين الجنسين. إضافة إلى ذلك، يعتقد البعض أن الاهتمامات الثقافية تلعب دورًا كبيرًا في هذا الاتجاه التعليمي الذي يطغى على المساواة بين الجنسين حيث لا يزال يُنظر إلى دور المرأة في المجتمع بالكثير من التحيزات وتصورات التمييز. 

## تاريخ
يعتبر لبنان من أكثر الدول نشاطا في الشرق الأوسط بالمطالبة في تمكين المرأة والمساواة بين الجنسين على المستويين القانوني والمجتمعي. وقد تأثرت محاولات التغيير هذه بالعديد من الصراعات والحروب التي دارت داخل البلاد والمناطق المجاورة.  ويمارس التمييز بين مختلف القطاعات والمهن وتختلف هذه الفجوة من قطاع إلى آخر.  تلعب الثقافة دوراً كبيراً في توسيع الفجوة بين الجنسين في لبنان. 

## المساواة بين الجنسين والتعليم
أصبحت المساواة بين الجنسين مصدر قلق كبير في السياق اللبناني، وذلك بفضل برنامج الأمم المتحدة الإنمائي وجهود الشركاء الآخرين في المجتمع الدولي. ولاحظنا زيادة في نسبة الإناث الالتحاق بالتعليم الابتدائي خلال الـ15 عامًا الماضية. وتمثل الإناث اليوم حوالي 41% من الموظفين بأجر في مختلف الصناعات. 

## الروابط الخارجية
- كفى
- التجمع النسائي الديمقراطي اللبناني (RDFL)
- . الجمعية اللبنانية لتنظيم الأسرة للتنمية وتمكين الأسرة (LFPADE)
- عدالة بلا حدود (JWF)
- رابطة المرأة العربية الفلسطينية
- مركز مرسى للصحة الجنسية
- نسوية
- أبعاد
- المعهد العربي للمرأة